# 斎藤俊郎
斎藤　俊郎（さいとう　としろう）は日本の柔道家。現役時代は65kg級及び71kg級の選手。

## 経歴
新日鉄広畑に所属していた1978年の講道館杯71kg級では決勝で国士舘大学の西田孝宏を破って優勝した。1979年の体重別では3位だった。その後65kg級に階級を下げると、1981年の体重別では3位だったが、東ドイツ国際柔道大会で優勝した。さらに、初開催となった日本国際柔道大会では決勝で長崎県警の佐原恭輔を破って優勝を飾った。1982年の体重別でも決勝で佐原を破って優勝を果たした。嘉納杯では3位だった。1983年の体重別では日本体育大学教員の山本洋祐を破って2連覇を達成した。1984年のソ連国際では3位だったが、講道館杯では決勝で筑波大学大学院の射手矢味先を破って優勝を飾った。引退後は審判員となった。

## 主な戦績
71kg級での戦績
- 1978年 -　講道館杯　優勝
- 1979年 -　体重別　3位

65kg級での戦績
- 1981年 -　環太平洋柔道選手権大会　優勝
- 1981年 -　体重別　3位
- 1981年 -　東ドイツ国際柔道大会　優勝
- 1981年 -　日本国際柔道大会　優勝
- 1982年 -　体重別　優勝
- 1982年 -　嘉納杯　3位
- 1983年 -　体重別　優勝
- 1984年 -　ソ連国際　3位
- 1984年 -　講道館杯　優勝

(出典、JudoInside.com)。